# 原口一博
原口 一博（はらぐち かずひろ、1959年〈昭和34年〉7月2日 - ） は、日本の政治家。立憲民主党所属の衆議院議員（10期）、立憲民主党佐賀県連代表。
佐賀県議会議員（2期）を経て、1996年に衆議院議員に初当選、2009年9月から翌年9月まで総務大臣（第12・13代）を務めた。内閣府特命担当大臣（地域主権推進）、衆議院総務委員長、民進党副代表、同常任幹事会議長、旧国民民主党代表代行、同国会対策委員長、衆議院決算行政監視委員長などを歴任。

## 経歴
1959年、佐賀県佐賀市生まれ。佐賀県立佐賀西高等学校、東京大学文学部心理学科を卒業。大学卒業後、松下政経塾へ第4期生として入塾した。

### 政治家へ

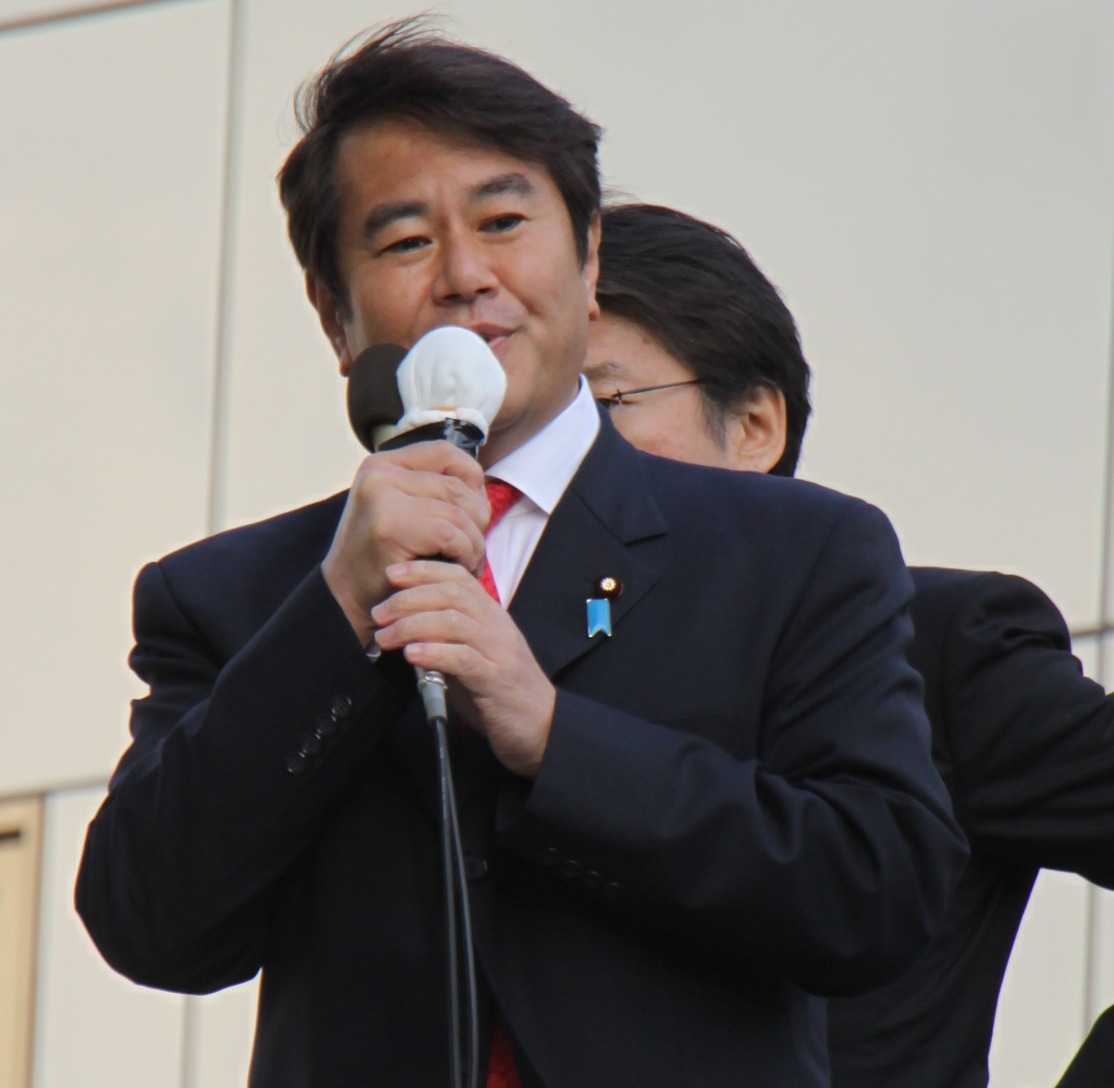
2009年5月15日、有楽町センタービル前での街頭演説にて

1987年、佐賀県議会議員選挙に立候補して当選する。県議時代は自由民主党に所属して河本派幹部の山下徳夫の系列であった。自民党時代は宏池会（現岸田派）に所属していた。
1990年（平成2年）の第39回衆議院議員総選挙に自民党公認で立候補した佐賀県全県区選出の大坪健一郎が落選後に引退を表明し、佐賀県議会議員だった原口を後継指名。1993年の第40回衆議院議員総選挙に原口は県議を辞職して無所属で佐賀県全県区から立候補するが、同区最下位の5位で当選した坂井隆憲の得票数55242票を549票下回る僅差で落選した。
1994年、自民党を離党した衆議院議員の愛野興一郎に従い新生党に入党し、同年末の新進党結党に参画した。
1996年の第41回衆議院議員総選挙では佐賀1区から新進党公認で立候補し、前回敗れた坂井を下し、初当選した（坂井も比例復活）。
1997年、新進党が解党した後は国民の声に参画、民政党を経て1998年、民主党に合流した。
1999年8月、衆議院本会議での国旗及び国歌に関する法律では反対票を投じた。
2000年、衆院選挙は民主党公認で2期目当選。
2002年から、鈴木宗男事件の追及により徐々に知名度を上げる。衆議院予算委員会で行われた鈴木宗男の証人喚問において、「モザンビーク共和国洪水被害への国際緊急援助隊の派遣に反対・異議を唱えた事実があるか」「島田建設株式会社による秘書給与の肩代わりの事実関係を承知していたか」の2点について鈴木に質問し、鈴木はいずれも否定したが、後にこの証言が偽証である事実が判明し、原口のこの質問がきっかけで鈴木は議院証言法違反により告発された。同年9月、予算委員会で鈴木を議院証言法違反で告発する事が決議された際も、原口は賛成した。
北朝鮮による日本人拉致問題にも早くから関心を示していた。自民党の石破茂や中川昭一らが中心になって立ち上げた北朝鮮に拉致された日本人を早期に救出するために行動する議員連盟にも設立時から関わっており、拉致議連副会長を務めた他、常にブルーリボンを胸に付けている。
国会議員の靖国神社参拝にも前向きで、みんなで靖国神社に参拝する国会議員の会のメンバーでもある。「諸君!」2005年8月号には論文「小泉首相、靖國で会いましょう。岡田代表、私は参拝します」を寄稿した。総務大臣であった2010年の終戦の日は菅内閣で閣僚の靖国神社参拝を自粛する申し合わされ、参拝しなかった。

### 総務大臣

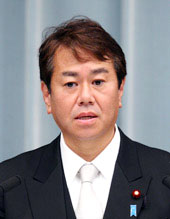
2009年9月16日、鳩山内閣での入閣時に首相官邸での記者会見にて

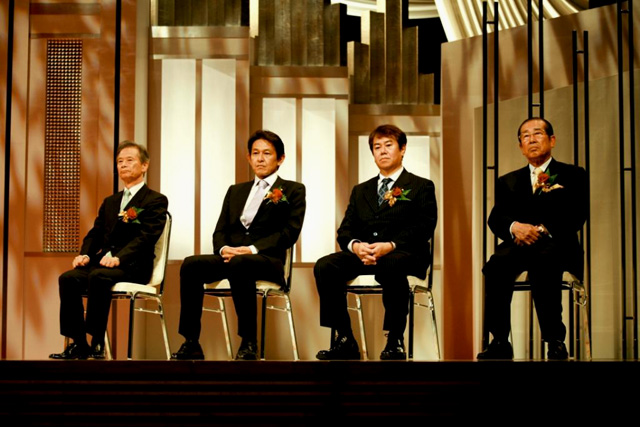
2009年10月27日、（左から）江田五月参議院議長、松野頼久官房副長官、原口、福地茂雄NHK会長

2007年9月から民主党の次の内閣 (NextCabinet) で総務大臣を務めた。
2009年9月16日に成立した鳩山由紀夫内閣で総務大臣に就任、内閣府特命担当大臣（地域主権推進担当）も務めた。鳩山首相退陣を受け、2010年6月8日に発足した菅内閣でも総務大臣と内閣府特命担当大臣（地域主権推進担当）に再任された。
2009年10月2日、原口が代表を務める政党支部「民主党佐賀県第1区総支部」が2008年10月、NTT労働組合の政治団体「アピール21」（東京）から500万円の寄付を受けながら、平成20年分の政治資金収支報告書に記載していないことが発覚した。政治資金規正法に抵触する事案だったが、原口は事実を認めた上で、記載ミスだったとし、訂正を行った。
2009年10月15日、新設する情報通信政策のタスクフォースのメンバーに、多摩大学の寺島実郎学長・ソフトバンクの孫正義社長らを起用する方針を固めた。
2010年1月14日の日本外国特派員協会での講演会で、地方の外国人参政権の付与について「自分の意思に反して（日本に）連れてこられた人が地方で投票の権利を持つのは日本の国家として大事なことだ」と述べ、特別永住外国人への地方参政権付与に賛同する趣旨を表明した。その上で与党合意が前提で議員立法が望ましいと述べている。その後、国民新党がこの法案提出に反対し民主党の一部議員も異論を唱える中、国会での議論の必要性を述べた上で、法案の政府提出は困難との考えを示している。
政策立案のアドバイザーとしての総務省顧問に、元国会議員11人を含めた21人を起用し、同内閣の掲げる「地域主権」を担当するとされた。原口が任命した顧問には、保坂展人、河村たかし、橋下徹、中田宏、山田宏などがいた。顧問には定員は定められていないが、自民党政権時代は次官や総務審議官などの幹部職員が退職後に1 - 2名就くポストだった。野党側は元国会議員を大量起用したことについて、「人選が偏っている」と批判した。
2010年4月、郵貯・簡保資金の新たな運用先として、海外のインフラ整備などの成長分野を想定しているとの方針を、マスコミに発表した。10兆円規模で、海外ファンドなどを通した間接投資をすると述べている。ロイターのインタビューにおいては、年金の運用についても、成長性を重視したリスクのある資金運用をしていく方針を示した。
「光の道」（全国に光ファイバーを普及する）構想を提唱し、総務省の「グローバル時代におけるICT戦略に関するタスクフォース」で議論が行われた。この構想は、原口が2009年12月に発表した政策目標「原口ビジョン」を受けたものだった。
2010年9月、民主党代表選挙では、「菅首相を否定するつもりはない」とした上で、小沢一郎を支持すると表明し、また、大臣を辞任する考えはないことも示した。党代表には菅直人が選出され、9月17日に発足した菅改造内閣では再任されず、総務大臣を退任した。大臣退任後、原口が任命した総務省顧問は退任を求められた。

#### 遅刻問題
2010年3月3日の参議院予算委員会で、仙谷由人国家戦略担当相、前原誠司国土交通大臣と共に遅刻し、委員会冒頭で陳謝した。通常、午前9時開会の予算委員会がこの日8時50分の開会となっていたが、遅刻理由を前原国交相以外は「事務方の日程作成上のミス」（総務省幹部）などと釈明した。原口は8時52分ごろTwitterに書き込みをしていた。これにより委員会の開会が15分遅れ、冒頭に平野博文内閣官房長官と3閣僚が陳謝する異例の事態となり、同委員会の休憩中官房長官から「事務のミスであっても監督者は大臣だ」と再発防止を求められた。
13日後の3月16日は、大臣所信に対する質疑を行う参議院総務委員会に、直前まで開かれていた衆議院本会議が子ども手当法案の採決のために時間が延長して遅刻した。同じ衆議院議員の亀井静香郵政改革担当相は出席していたこと、衆議院本会議に関係なく参議院総務委員会を時間通りに開催することを理事会で決めていたこと、開会の時間になっても総務省や与党側から原口大臣が出席していない理由について説明がないこと、前回の予算委員会の遅刻で再発防止宣言をした後での2度目の遅刻あったことから野党が反発した。野党第1党の自民党は理事会で流会の申し出をし、野党の公明党・共産党が流会に同意、与党の社民党も流会に同意したことを受け、民主党出身の参議院総務委員長の佐藤泰介が流会を決定した。
原口は国会審議に2回遅刻した問題を受け、鳩山内閣の掲げる「脱官僚」の一環として総務省大臣官房総務課長ら4人を交代させる4月1日付の人事を内示した。国会開会中の総務課長交代は異例で、省内では事実上の更迭との見方もあるが、原口は「定期人事異動で、更迭ではない」と述べている。2009年7月14日に総務事務次官に就いた鈴木康雄も2010年1月15日に交代させており、事務次官が半年で交代されるのは異例で民主党政権誕生以降初の事務次官の交代であった。

#### 日本郵政グループの事業における混乱について
2010年7月1日に郵便事業はペリカン便を吸収してゆうパックと統合したが、大幅な集配の遅延が発生した。7月12日にゆうちょ銀行でシステム障害が発生して提携先金融機関で送金が一時ストップした。原口は、これらのトラブルについて郵政民営化に伴う拙速な経営に原因があるとの見解を表明した。
統合計画は、もともとは自民党政権時代に西川善文（日本郵政社長：当時）が立てていたものだったが、2009年に民主党政権が成立すると同時に、西川は社長の地位を追われ、原口が総務大臣として認可した新たな統合計画は、西川の方針は設備過剰であるとして、収益重視のために設備のスリム化を進める方針に転換したものだった。

### 総務大臣退任後の言行
9月7日に発生した尖閣諸島中国漁船衝突事件における政府の対応を批判し、超党派の議員連盟「国家主権と国益を守るために行動する議員連盟」の結成（10月1日設立）に参加し、自民党の岩屋毅と共に共同座長に就任。岩屋や民主党の藤田幸久・みんなの党の柿沢未途衆議院議員らと共に、ヘリコプターで尖閣諸島を上空から視察した。
2011年6月1日に野党が提出した内閣不信任決議案（菅おろし）について、菅の退陣問題が解決する見通しが立たないとして「国民の命を守る為に国会議員になったので……民主党を守る為になったのではありません」「不信任案を野党が出したといえども賛成します」「野党の不信案に乗るのは断腸の思い」「どうしても（執行部が）両院総会を開かないのなら僕にも覚悟がある。明日になったら覚悟ある行動をしたい」などと述べて、「そのとき（不信任案が否決された場合）は（造反議員が）新党をつくって政界再編という形になる。（造反議員が）民主党に残るのは、政党人としては理屈にあわない」と自らの覚悟を示していたが、翌2日の採決では、前日までとは一転して、不信任案に反対票を投じた。その理由として「野党の不信任案に乗るなんて邪道」「採決前の代議士会で菅首相が原発事故収束のめどがついたら辞任することを表明した」ことを挙げている。
2011年2月13日、民主党佐賀県連常任幹事会で、地域主権改革の推進を目的に掲げる新たな政治団体「日本維新の会」と佐賀県の首長や地方議員を中心にした「佐賀維新の会」を結成し、大阪維新の会の橋下徹大阪府知事や減税日本の河村たかし名古屋市長などと連携する考えを表明した。5月14日には民主党の佐賀県議と佐賀市議が会派を離脱するなど分裂したことの責任をとるため、佐賀県連代表を辞任する意向を表明した。2012年6月22日時点では、民主党佐賀県連の代表であることを明言している。
2012年の消費増税をめぐる政局では、6月26日の衆議院本会議で行われた消費増税法案の採決で、党の賛成方針に反して棄権した。民主党は7月3日の常任幹事会で厳重注意処分とする方針を決定し、7月9日の常任幹事会で正式決定した。これに関連して、党議に従うのが政党人の責務とした部分のみを取り上げられたとマスコミおよびネット批判を展開し、批判が集まるとツイッターアカウントを非公開とした。

### 民主党代表選挙立候補
2012年9月民主党代表選挙に立候補したが落選。代表選挙後の2012年9月25日に自身を支持した国会議員12名と会合し、勉強会を設立する考えを示した。
12月16日の第46回衆議院議員総選挙で、佐賀1区で自民党新人の岩田和親に敗れたが比例九州ブロックで復活して6選される。12月25日の民主党代表選挙で海江田万里の推薦人に名を連ねた。

### 民主党下野後
2012年12月28日、民主党の「次の内閣」でネクスト総務大臣兼地域主権改革担当大臣に就任した。
7選を目指した2014年12月14日の第47回衆議院議員総選挙は、妻と実父が他界し、本人も階段を踏み外して膝下を複雑骨折となり車椅子を用いたが、前回敗れた岩田和親を下して当選した。膝は緊急手術後にメチシリン耐性黄色ブドウ球菌 (MRSA) による院内感染を引き起こすなど重症で国会復帰は2月となる。2016年3月の民進党の立ち上げにあたり、同党に合流する。
2016年11月下旬に自宅で転倒して右腕と右足を骨折し、入院した。本人は一連の骨折の原因が「遺伝性の骨の難病」であると診断されたこと（のちに骨形成不全症と公表）を説明した上で、議員続行の意志を示した。2017年3月29日の衆議院外務委員会にて現場復帰して質問した。
2017年7月27日に民進党代表の蓮舫が7月の東京都議会議員選挙の結果を受けて辞任を表明すると、蓮舫の辞任に伴う代表選挙（9月1日投開票）で前原誠司の推薦人に名を連ねた。
10月の第48回衆議院議員総選挙で民進党が旧希望の党へ合流を決め、10月3日に希望の党の1次公認を受けて受諾したが、同党の中山成彬元文科相が「首相指名は安倍首相が良い」と発言したことや公約の不一致などから、10月7日に公認を辞退して無所属で立候補する意向を示した。日本共産党佐賀県委員会は独自候補を取り下げ、公示二日前に野党統一候補となった。選挙戦は岩田と3回目の対決で8選される。10月26日に岡田克也が代表を務める無所属の会の結成メンバーとなった。
2018年5月に無所属の会を退会し、民進党と希望の党が合流して結成した国民民主党に参加し、党代表代行に就く。9月11日から党国会対策委員長に就く。
2020年9月15日に旧立憲民主党と旧国民民主党が合流し、新「立憲民主党」を設立して原口も参加する。
2021年10月31日の第49回衆議院議員総選挙に立憲民主党公認で佐賀1区から立候補。僅差で再選される。
2023年4月22日にTwitterのスペース投稿で、悪性リンパ腫（びまん性大細胞型B細胞性リンパ腫）に罹患し治療を受けている事を公表し、あわせて投薬の影響で脱毛し、医療用ウィッグを着用していると明らかにした。4月10日の国会では、ウィッグがずれたことをスポーツ紙に書かれ、ネット上で容姿への差別的な書き込みもあった。24日の国会では、ウィッグを外して質疑を行った。2022年暮れごろから「喉が渇いたり、声が出にくい」などの自覚症状があった。明けて2023年1月にステージIIの悪性リンパ腫と診断されて、標準治療の抗がん剤治療を受けた。6月12日に衆議院決算行政監視委員会で質問に立った際、「新型コロナウイルスワクチン接種後、体調に異変を感じた」「ようやくがんが消えた」と経緯を明かし、「ワクチンの中に何が入っているか分からないので、自分のがん細胞で調べている」「ぜひ総理には、がん患者や、新型コロナやワクチンの後遺症に苦しむ人に寄り添ってほしい」と発言した。
2023年12月2日、保守系政治集会『CPAC JAPAN 2023』に登壇した。他の参加者には、国民民主党の玉木雄一郎代表、参政党の神谷宗幣代表や長尾敬、井上正康、河添恵子、田母神俊雄、ロバート・マーロン、あえば浩明（幸福実現党初代党首）などがいた。
2024年10月31日の第50回衆議院議員総選挙で10選。岩田に1万6千票以上の大差をつけての当選となった。
2025年6月15日に自宅ベッドより転落してあばら骨を8本骨折し、入院した。全治3カ月という。

## 政策・主張

### 憲法
- 憲法改正について、2021年のNHKのアンケートで「反対」と回答[95]。
- 憲法9条への自衛隊の明記について、2021年のNHKのアンケートで「反対」と回答[95]。
- 憲法を改正し緊急事態条項を設けることについて、2021年の毎日新聞社のアンケートで「反対」と回答[96]。

### 経済・財政
- 「原子力発電への依存度について今後どうするべきか」との問題提起に対し、2021年のNHKのアンケートで「下げるべき」と回答[95]。
- 10％の消費税率について、2021年の毎日新聞社のアンケートで「引き下げるべきだ」と回答[96]。
- 消費税を「日本弱体化装置」と称しており[97]、2024年の衆議院議員選挙において廃止を訴えている[98]。

### 外交・安全保障
- 敵基地攻撃能力の保有について、2021年の毎日新聞社のアンケートで「反対」と回答[96]。
- 普天間基地の辺野古移設をめぐる政府と沖縄県の対立をどう考えるかとの問いに対し、2021年の毎日新聞社のアンケートで「政府は埋め立てを即中止すべきだ」と回答[96]。
- 徴用工訴訟などの歴史問題をめぐる日韓の関係悪化についてどう考えるかとの問いに対し、2021年の毎日新聞社のアンケートで「政府の今の外交方針でよい」と回答[96]。
- 戦後の間接統治以降、今も日本はアメリカの専制の下にあり、「実質的な占領下にある」と認識しており、「独立」を実現させるべきだと主張[97]。
- オスプレイは国防に不要であるとして導入に反対[99]。また、佐賀空港へのオスプレイ配備に反対[100]。
- 2022年ロシアのウクライナ侵攻に関して、ウクライナへの支援に反対[99]。また、日本がロシアと敵対する理由はないと主張[101]。

### ジェンダー
- 選択的夫婦別姓制度の導入について、2021年のNHK、毎日新聞社のアンケートで「賛成」と回答[95][96]。
- クオータ制の導入について、2021年のNHK、毎日新聞社のアンケートで「賛成」と回答[95][96]。
- 同性婚を可能とする法改正について、2021年のNHKのアンケートで「賛成」と回答[95]。「同性婚を制度として認めるべきだと考るか」との同年の毎日新聞社のアンケートに対し「認めるべき」と回答[96]。2024年のNHK・毎日新聞のアンケートでは「反対」と回答[102][103]。
- LGBT法について、2021年の朝日新聞社のアンケートで「賛成」と回答[104]。
- 女性天皇について、2024年のNHKのアンケートで共に「反対」と回答[102]。女系天皇についても、同アンケートで「反対」と回答[102]。

### 公衆衛生
- 新型コロナウイルスのワクチン接種に反対[105]。また、ワクチンを「軍民共同で作られたもの」「生物兵器まがいのもの」であると主張[99]。
- 2021年6月時点で、新型コロナウイルスの予防・治療薬としてイベルメクチンを推進[106][107][108][109][110]。

### 歴史認識
- 2012年、当時名古屋市長だった河村たかしの「いわゆる南京事件はなかったのではないか」発言[111]への支持を表明した[注 2]。

### その他
- 森友学園への国有地売却をめぐる公文書改竄問題で、2021年の毎日新聞社のアンケートで「さらに調査や説明をすべき」と回答[96]。
- 永住外国人への地方選挙権付与について、2014年の朝日新聞社のアンケートで「どちらともいえない」と回答[114]。
- 企業団体献金の廃止について、2024年のNHKのアンケートで「賛成」と回答[102]。
- 高校の授業料無償化の所得制限について、2024年のNHKのアンケートで「撤廃すべき」と回答[115]。
- 外国人労働者の受け入れについて、2024年の毎日新聞のアンケートで「より抑制的に対応すべきだ」と回答[103]。

## 人物・発言

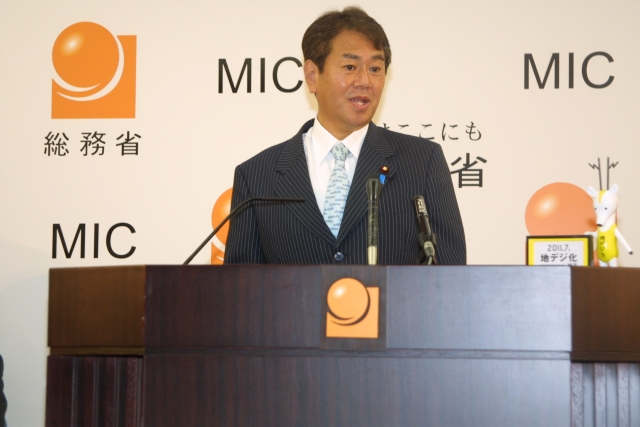
2009年9月17日、鳩山内閣での総務大臣就任時に総務省での記者会見にて

- 海軍少将・衆議院議員を務めた真崎勝次は遠縁である[116]。また、自民党参議院議員の福岡資麿は妻の親戚である[117]。同じく自民党参議院議員の自見英子は妻の遠戚[118]。
- 学生時代は政治に全く興味が無かったが、研究の中で出会った子どもたちが政治の影響で心を病んでいたこと、インドの友人に「30年後にはインドが日本を抜く」と言われたことをきっかけに松下政経塾の門を叩いた。ただ、中曽根内閣のブレーンを務めた講師と相性が悪く「御用学者」と言い放ち、放塾されかけたこともあった[97]。
- 『TVタックル』などで対峙した浜田幸一（ハマコー）を特に好きな政治家であると述べている[97]。
- 2006年2月17日の第164回国会予算委員会にて電波セキュリティの甘さについて「無線LANから情報を取り出しても罰する法律はない」と発言[119]。

この発言に続いて、航空自衛隊小松基地内の無線LANが何の暗号も施されておらず傍受可能であることなど、セキュリティの甘さを指摘した。
※無線通信の傍受行為を罰する法律は無いものの、その傍受した通信の存在や内容の漏洩、窃用は罰せられる（電波法第59条・同109条）。
- テレビ局の放送免許の付与・更新については、総務省ではなく第三者機関に委ねるべきだとしている。
- 国会2階にある民主党の小沢一郎幹事長室に足繁く通い、記者らに「総務省の政策の進め方についてアドバイスをもらった。さすが幹事長はすごい。僕が考えつかないようなことを考えている。感激した」などと述べている姿を、民主党関係者は松本剛明・細野豪志と並んで「ごますり三人衆」と呼んでいる[120]。
- 2010年1月に「検察の関係者なのか、あるいは被疑者の関係者なのか。少なくともそこは、明確にしなければ、電波という公共のものを使ってですね、やるにしては、私は不適だというふうに考えています」（小沢一郎幹事長の政治資金問題でのオフレコ報道について、放送局に監督権限を持つ総務大臣として発言）[121]。
- 「新たなマスメディアあるいは言論の自由というところについてですけれども、通常国会、この通常国会に通信と放送に関する法体系、これを60年ぶりに見直す法案を提出することとしたいということは既に述べたとおりでございまして、マスメディア集中排除原則の基本的な部分を法定化し、その遵守・維持を徹底する予定でございます。クロスメディア、この所有規制については、その基準の明確化や有効性について、これまでも問題提起が総務委員会でずっとなされています。これは何かというと、この間も申し上げました。新聞とあるいは放送と、様々なメディアを同一資本が一色で支配をするということは、言論の多様性について大変問題であるという考え方でありまして、現行のルールが言論の多元性を確保する観点から十分に機能しているか否かを検証し、見直す必要がないかよく検討し、結論を得ていきたいというふうに考えています」[121](マスメディア集中排除原則の法制化に関する言及)
- 2010年1月に「主要メディアが報じなかったどうかというのは、私のコメントできるところではありません」（クロスメディア禁止の法制化の発言を主要メディアで報じられていないことについて外国特派員協会での発言[122]）。
- 2010年5月に「後手ではありません。発生後、すぐ私は指示をしています。風評被害が大きくなれば、さらに大きな被害となります。畜産と言う産業の性質上の問題もご考慮ください」（2010年4月に確認された口蹄疫の政府対応が後手に回り、さらに赤松広隆農水相が事態の発生後に外遊していることを指摘されての発言[123]）。
- 2011年2月に「菅政権は打倒せねばならない」とのタイトルで月刊誌に投稿した「分党論」で、民主党を二つに分党し自身は菅直人を支持する勢力とは別のそれに入る考えを示している。解党せず所属議員が新党を結成する「分派」では国政選挙後まで政党交付金が配分されないのに対し「分党」なら交付されることから、交付金の扱いがポイントになるとされている。一方菅との会食では「国民に約束したマニフェストをしっかり守るという原点を大事にしながら、一緒にやりましょう」と呼びかけていることから、党内では真意をいぶかる声も出ている[124]。
- 2013年5月25日、佐賀市本庄町において「円安、株高というが得をしているのは一部の人間だけ。大多数の人は置き去りにされている」「この流れを止められるのは私たちしかいない」と円高・株安政策を示唆した[125]。
- 日本会議国会議員懇談会会員だったが2015年12月4日、退会を発表。「日本会議には恩師の縁で入会しました。天皇制を考えるプロジェクトで議論をしていくことなどを目的としていたのですが、違憲の疑いが濃い安保法制を支持する運動には賛成できないし一線を画すべきと考えます。憲法99条は憲法尊重擁護義務を定めています。退会しました。安保法制は国民の理解がなければその目的を果たすことができません。今次、政権が強行的に成立させた安保法制はこれまでの与野党の枠を超えた現実的な安全保障について積み上げできた合意や信頼までも損ないました。集団的自衛権の行使を憲法解釈を変えできるようにすることはこれまでの立法府における議論の積み上げまでも蔑ろにするものと言わざるを得ません。憲法解釈を時の政権の都合で変えることは法治主義をも否定することです。自由と人権。立憲主義を守るために立ち上がった人々の連帯と団結を期し今後も活動を続けます。」[126]。
- 「オスプレイ配備反対県連絡会」が主催した、『佐賀空港への自衛隊新型輸送機オスプレイ配備計画を考える学習会』において、「防衛省がこの計画でまじめに検討した形跡はない。オスプレイ1機100億円以上、教材関連30億円以上、そんな金があるなら医療や福祉、教育に使うべき」と発言した[127]。
- 自身の難病を公表して入院中の2016年12月に、難病を患う安倍晋三内閣総理大臣から原口に励ましのメッセージが送られた[128][65]。原口はこれに感激して病室に貼っていた[128]。
- 安倍政権に対する姿勢は、2019年1月に「私は『打倒安倍政権』という言い方はしません。問題のある個別の政策に対し批判を突き付けています。」と述べた[129]が、2020年1月に「ファシストだ」と述べる[130]。
- 昭和天皇はファシストではない、と主張している[131]。
- 書道、花栽培にいそしみ、書を支持者に感謝状として贈ることがある。

## 統一教会など新宗教関連団体との関係
- 2015年に統一教会の関連団体「日韓トンネル推進唐津フォーラム」から招待を受け、当時入院中だった原口の代わりに秘書が代理出席した[132][133]。原口は「参加した職員は統一教会関連団体と知らなかった」「スタッフへの指導が不足していた」と謝罪した。
- 2024年の衆議院議員選挙の政見放送では「半島系のカルトに支配されたこの日本の政治を、とことんから叩き直して根本から変えたい」と述べている[99]。

- ワールドメイトの教祖・深見東州の誕生祝イベントでスピーチをしたり[134]、祝花を贈ったりしている[135][136][137]。ワールドメイトから政治献金を受け取っている[135][138][139]。深見東州が代表を務めるNPO法人「世界開発協力機構」の国内顧問も務めていた[140]。
- 幸福実現党の元幹部・及川幸久とYouTubeでコラボした[141]。

## 物議を醸した発言、活動
ディープステート（闇の政府）の存在を公言するなど、様々な問題について物議を醸す発言をしている。

### ディープステートの存在を主張する発言
- ディープステート（闇の政府）が存在するとSNSや国会の予算委員会などで公言している[142][145][146]。原口によると、「日本は米国の軍産複合体に巨大なグローバル資本が加わった組織に隷属していて、このままでは滅ぶため、自主独立が必要」「立憲にもディープステートの影響下にある勢力はいるが、私の考えを理解する人は増えている」「（次の米大統領には）トランプがなってほしい」と話している[142]。2018年、国会の質疑で、トランプ大統領の発言を引用する形でディープステートの存在について言及した[147]。原口は、これらの発言について「陰謀論と決めつけること自体が陰謀だ」と述べている[142]。

### 誤情報・ミスリード
- 2013年2月7日の衆議院予算委員会において、中国海軍に火器管制レーダーを照射された自衛艦の位置について、グーグルアースを見れば分かると発言して物議を醸した[148][149][150]。この発言は、中国海軍のフリゲート艦が2013年1月30日午前10時頃に海上自衛隊の護衛艦に火器管制レーダーを照射した事件に関する質問の中で、中国海軍艦艇がレーダーを照射した海域を明示していなかった政府を批判して行われた[148][151][152]。産経新聞は、グーグルアースは衛星などから撮影した世界各地の写真を自由に閲覧できるが、大半は1-3年前に撮影されたもので、リアルタイムの動きを把握することはできないとして、原口がグーグルアースを偵察衛星と勘違いしたようだと評した[151]。原口はSNSで「Google Earthで艦船が見えると断言はしていない」と反論したが、一方で「ただし、グーグルアースで全く見えないかというと、それは何とも言えません。リアルタイムで見えることはなくても、過去の画像があれば、原理的には見えるかもしれません」と投稿した[153][154]。
- 2023年9月17日、Xに「米国、福島農水産物を10年間輸入禁止し、それを続けると言う記事。『日本の魚を食べて中国に勝とう』と言うなら、アメリカにも同じことを言った方が良いだろう。 『福島の魚を食べてアメリカに勝とう。』と」と投稿した[155][156]。しかし、この情報は2021年4月の古い記事に基づいており、実際にはアメリカは2021年9月に福島県産品の輸入規制を撤廃していた[155]。この投稿は、ハフポストのファクトチェックでミスリードと判定された[155]。
- 2024年1月、@TheElipsoid氏により開発公表された、「X」（旧称：Twitter）で誤解を招くおそれのある投稿に付けられる「コミュニティノート」の多いアカウントをランキング形式で一覧できるサービス「Leaderboard」（community-notes-leaderboard.com）[157]で、世界ランキング第26位と報じられた[158]。
- 2025年5月29日、X（旧Twitter）で「家畜用だろう？古古古米。5キログラム83円のものが何故、2000（円）もするのか？誰と随意契約したのか？小泉米」と投稿した。ここでいう「古古古米」は2021年産米を指すとみられる。この発言は政府備蓄米の価格や用途をめぐって物議を醸した[159]。6月7日には佐賀市で開かれた会合で「古古古米はニワトリさんが一番食べている。人間様、食べてないんですよ」と発言した。原口は取材に「常識だと思って発言した。動物の餌になるようなもので、汚れたものが入っているかもしれない」と語った[160]。

### ロシアのウクライナ侵攻に関連した陰謀論・物議を醸した発言
2022年ロシアのウクライナ侵攻について、ロシアを擁護する主張をしている。情報源として、虚偽であると検証済みのロシア国内メディアの記事などもX（旧Twitter）で拡散した。
- 2023年2月9日、2022年ロシアのウクライナ侵攻を巡る日本の対ロシア経済制裁について、「DS（ディープステート）の言われるままにロシア制裁を続けてきた日本の岸田政権。その愚かさにより第二次世界大戦敗戦後の日本が築き上げてきた外交的成果も国民の安全と利益も大きく傷つけていた事が判明するだろう」とツイートした[164]。
- 2023年3月20日、「アフリカ40カ国の代表がモスクワにいる」とするツイートを、引用リツイートで拡散した[165][166]。しかし、このツイートの内容は、2019年のロシア・アフリカサミットの画像を、2023年3月に開催されたと誤って紹介したものだった[165]。
- 2023年3月31日、「ロシア、千島列島に超音速ミサイルを追加配備。岸田の挑発に対抗。官邸まで1分で到達する模様」とツイートし、「要確認だ」と付け加えた[167][168]。しかし、この発言は事実と大きく異なり、ファクトチェックメディアのリトマスから、ミサイルの性能や配備状況について誤った情報を拡散した可能性が高いと判定された[167]。
- 2023年6月3日「ロシアや中国の政府が言う事が嘘でDSが言うことが正しいなんて私は、思わない。ロシアや中国は、古い歴史を持つ国であり、そこには大勢の国民がいる。嘘ばかりついて国が持つはずもない。人は、正しさを求めるものだ。寧ろ嘘ばかりついて内部崩壊の危機にあるのは、DSの方だ」とツイートした[169]。
- 2023年9月12日、YouTubeでの配信でウクライナに関し「日本はネオナチ政権の後ろにいる」との認識を話すとともに、日本が世界銀行を通じてウクライナの復興支援に関わっていることについて、「アメリカから武器をたくさん買わせて、その請求書はうち（日本）にくる」と語った[144]。この配信では、「北大西洋条約機構（NATO）の東方拡大がロシアの戦争を招いたと、ストルテンベルグ事務総長が認めた」などの誤った情報に基づく主張も行った[144]。13日、駐日ウクライナ大使館はXで原口の発言について「強い懸念を表し、絶対に受け入れない」と抗議した[170][171][172]。駐日ウクライナ大使館は、朝日新聞の取材に対し、「動画に真実は一言も含まれていない」「日本には表現の自由があるが、これはそうした政治家に投票する人たちの問題だ」と語った[144][173]。14日、立憲民主党の岡田克也幹事長は、この発言を問題視して、「現在のウクライナがネオナチ政権であると誤解されかねない発言をした」「議員個人には発言の自由が認められるとしても、重大な誤解を招きかねない不適切なもの」だと口頭で注意した[170][174][142]。
- 2024年2月6日、ロシア政府系メディアであるスプートニクのインタビューに応じ、日本によるウクライナ支援を批判した[161][175]。
- 2024年5月1日に自身のYouTubeチャンネルに投稿した動画中で原口からコメンテーターに説明を求めた際、その人物が在日ウクライナ人のアンドリー・ナザレンコについて「ウクライナ人のCIAエージェントです」と断定的に話すと、原口は「ああ、そうなんですね」と応じた。続けて、原口は「ウクライナの方って法律が変わって、兵役を課されるんじゃないですか」と問いかけたが、コメンテーターは、ナザレンコが数年前から日本在住とした上で「日本で一定の工作活動を、CIAからお金をもらってやっている人。工作員です」と明言。原口が「ああ、そうなんですか」と応じる部分などが流された。これに対しナザレンコは自身のXを更新し、「デマ発言」と指摘し、「直ちに証拠を出すか撤回を求める」と記した[176]。原口の動画から該当の発言の部分は2日までに削除された。ナザレンコはXに「原口さん、『発言の撤回』とはそういうことじゃないでしょ。切り取りが拡散されてるし、昨日動画を見た人は貴方が例の発言を編集で削除したことも知らない。謝罪はいいから、削除したこととその理由を発表しないとダメでしょう」と投稿した[177]。

### 新型コロナウイルス・ワクチンなどに関連した言動
- 「自分の悪性リンパ腫は、ワクチンが原因である」と述べている[178][163][179]。また、ウイルスより先にワクチンがあり、「ワクチンを売るためにウイルスを作っていた」と主張している[178][163][179]。
- 2023年7月、イベルメクチンを推進する反ワクチン団体「ワールドカウンシルフォーヘルス（WCH）」の日本支部が立ち上がり、アドバイザーに就任した[180]。2023年11月16日、超党派の「WCH議員連盟」が発足し、共同代表に就任した[181][179]。議連は、世界保健機関（WHO）加盟国が進める「パンデミック条約」や「世界保健規則（IHR）改正」により、国家主権が奪われワクチン接種が強制になると主張している[181][182]。
- 2023年8月20日、参政党の神谷宗幣参院議員と共に佐賀市で街頭演説した[183][184][178]。22日、立憲民主党の岡田克也幹事長は、「参政党と協力していると誤解を抱きかねない」として原口を口頭注意したと明らかにした[142][183][184]。この街頭演説では、ワクチンの有効性に疑問を呈する内容の発言をしており、岡田幹事長はこの点も「党の考えと一致しない」「ワクチンに関する陰謀論などを繰り返した」と語った[142][184][178]。
- 2024年5月31日、日比谷公園で開催されたWHOのパンデミック条約に反対する集会で演説し[185]、その内容がSNSで拡散された[105]。演説で原口は、新型コロナワクチンを「生物兵器」に例え、その接種による犠牲者に哀悼の意を表明し、国会議員として謝罪の言葉を述べた[105]。しかし、フランスのファクトチェック団体『Science Feedback』は、この発言は事実に反すると指摘した[105]。科学的な研究によれば、新型コロナワクチンは死亡リスクを増加させるのではなく、むしろ重症化や死亡を防ぐ効果があるとされている[105]。集会後の取材で、原口は「テドロスWHO事務局長の横暴を許さない」と述べ、今後も活動を続ける意向を示した[186]。
- 2024年9月28日、「国民集会パレードデモ有明」という反ワクチン集会に参加し、立憲民主党の川田龍平参院議員と共に登壇した[187][188]。取材に対し、レプリコンワクチンについて「止めなくてはいけない。金儲けのために人類を殺したり、健康を壊したりする人間を絶対に許すことはできません」と述べた[189]。

#### Meiji Seikaファルマによる提訴
2024年12月25日、Meiji Seikaファルマは原口を東京地方裁判所に提訴した。この訴訟の背景には、原口がSNSや動画配信で、同社のレプリコンワクチン（コスタイベ）を「生物兵器」「3発目の原爆」、治験を「殺人に近い行為」と表現し、同社を旧日本軍の「731部隊」に例えた一連の発言がある。同社は2024年10月9日に警告書を送付したが、その後の衆院選期間中も選挙公報、政見放送、街頭演説などで「日本人がモルモットにされている」などと主張し続けたため、法的措置に踏み切った。同社は、原口の発言によって社会的評価が著しく低下し、多数の迷惑電話対応に追われたことや、コスタイベの売上減少など甚大な影響が生じたと主張している。同社社長は記者会見で、「厳格な承認プロセスを経た医薬品への国会議員の発言は、意見や論評の範囲を超えている」と述べ、「放置すればサイエンスコミュニケーションの土台を築くこともできなくなる」と説明した。
一方、原口は2025年2月の記者会見で「徹底的に戦う」と表明し、自身の悪性リンパ腫発症とmRNAワクチン接種との因果関係を強く疑う姿勢を示した。また、「世界の常識は生物兵器を開発しているということ」「我々がワクチンと呼んでしまっているものの正体は、本当は違うのではないか」という認識を示した。これに対し立憲民主党の米山隆一議員は、「安全審査を経た医薬品への無根拠な批判は医療不信を招く」と苦言を呈している。Meiji Seikaファルマ側は、選挙期間中に立憲民主党へ事前に相談（苦情）を行ったにもかかわらず、誹謗中傷が継続したとしている。

### その他
- 2006年、永田寿康衆院議員の堀江メール問題について、「闇の勢力によって画策されたもの」と主張した[152]。3月2日の衆議院予算委員会で、「メールの中身は偽物。個名を挙げ、個人の名誉や生活を大変傷つけてしまったことを同僚議員の一人としておわびしたい」と謝罪した[204]。
- 総務大臣時代に技適マークの表示のない国外製iPadを使おうとして、電波法抵触を指摘されたことがある。同マークの表示（同年4月の省令改正により、すでに電磁的表示でも良いことになっていた）が問題であったため、総務省は「Appleの速やかな対応を期待している」とし[205]原口は「国内でiPadを違法に使用することはありません。」とツイートした[206]。
- 2019年12月17日、桜を見る会問題の追及中、官僚の回答に不満を持った原口は「あなた方から出してくる予算案は一切、認めない！ 国会を冒涜している」「もしね、あなた方が僕らが政権のときにいたら、真っ先に役所から去ってもらうというリストに入る。脅しじゃないですよ」と恫喝とも取れる発言を行った。この発言に、パワハラではないかと批判が出た。取材に対して、原口は「パワハラとの認識の発言ではない」「政治のレトリックで、（彼ら役人への）激励の意味」と答えている[207]。

## 選挙歴
| 当落 | 選挙                     | 執行日         | 年齢 | 選挙区       | 政党       | 得票数     | 得票率 | 定数 | 得票順位 /候補者数 | 政党内比例順位 /政党当選者数 |
| ---- | ------------------------ | -------------- | ---- | ------------ | ---------- | ---------- | ------ | ---- | ------------------ | ---------------------------- |
| 当   | 1987年佐賀県議会議員選挙 | 1987年4月12日  | 27   | 佐賀市選挙区 | ーー       | ーー票     | ーー   | ー   | ー/ー              | /                            |
| 当   | 1991年佐賀県議会議員選挙 | 1991年4月7日   | 31   | 佐賀市選挙区 | ーー       | ーー票     | ーー   | ー   | ー/ー              | /                            |
| 落   | 第40回衆議院議員総選挙   | 1993年07月18日 | 34   | 佐賀県全県区 | 無所属     | 5万4693票  | 10.93% | 5    | 6/9                | /                            |
| 当   | 第41回衆議院議員総選挙   | 1996年10月20日 | 37   | 佐賀県第1区  | 新進党     | 6万2515票  | 38.96% | 1    | 1/5                | /                            |
| 比当 | 第42回衆議院議員総選挙   | 2000年06月25日 | 40   | 佐賀県第1区  | 民主党     | 6万2932票  | 36.61% | 1    | 2/5                | 1/4                          |
| 当   | 第43回衆議院議員総選挙   | 2003年11月09日 | 44   | 佐賀県第1区  | 民主党     | 7万271票   | 46.84% | 1    | 1/4                | /                            |
| 比当 | 第44回衆議院議員総選挙   | 2005年09月11日 | 46   | 佐賀県第1区  | 民主党     | 7万5449票  | 44.88% | 1    | 1/4                | 1/7                          |
| 当   | 第45回衆議院議員総選挙   | 2009年08月30日 | 50   | 佐賀県第1区  | 民主党     | 9万6618票  | 55.64% | 1    | 1/3                | /                            |
| 比当 | 第46回衆議院議員総選挙   | 2012年12月16日 | 53   | 佐賀県第1区  | 民主党     | 6万3007票  | 43.93% | 1    | 2/3                | 2/3                          |
| 当   | 第47回衆議院議員総選挙   | 2014年12月14日 | 55   | 佐賀県第1区  | 民主党     | 8万5903票  | 47.51% | 1    | 1/3                | /                            |
| 当   | 第48回衆議院議員総選挙   | 2017年10月22日 | 58   | 佐賀県第1区  | 無所属     | 10万5487票 | 55.65% | 1    | 1/3                | /                            |
| 当   | 第49回衆議院議員総選挙   | 2021年10月31日 | 62   | 佐賀県第1区  | 立憲民主党 | 9万2452票  | 50.04% | 1    | 1/2                | /                            |
| 当   | 第50回衆議院議員総選挙   | 2024年10月27日 | 65   | 佐賀県第1区  | 立憲民主党 | 9万6083票  | 54.65% | 1    | 1/2                | /                            |

## 所属団体・議員連盟（現在及び過去）
- 日本の未来を創る勉強会（代表世話人）[208]
- 国家主権と国益を守るために行動する議員連盟（共同代表）
- 市民政策議員連盟（会長）
- 難病・障がい者議員連盟（会長）[209]
- 北朝鮮に拉致された日本人を早期に救出するために行動する議員連盟（副会長）[2]
- 国連 障害者の権利条約議連連盟（副会長）
- ホームエンタテイメント議員連盟（会長代理）
- 将棋議員連盟（幹事長）[210]
- 有志議員による建設職人の安全・地位向上推進議員連盟（顧問）
- 消費税減税研究会
- 日本の領土を守るため行動する議員連盟
- 中小企業等の金融債務者保護推進議員連盟[211]
- 日韓議員連盟
- 日本・EU友好議員連盟[212]
- 立憲民主党 国内酒業振興議員連盟[213]
- JR連合国会議員懇談会
- 天皇陛下御即位二十年奉祝国会議員連盟（副実行委員長）
- みんなで靖国神社に参拝する国会議員の会[7]
- 人権擁護法案から人権を守る会
- 日本会議国会議員懇談会（2015年、日本会議を退会した[214]）
- ワールドカウンシルフォーヘルス（WCH）WCH議員連盟（共同代表）[181]
- 安全保障から考える未確認異常現象解明議員連盟（UFO議連）[215][216]
- ゆうこく連合政治協会（設立者、政治団体）[217]

## 出演番組
- ビートたけしのTVタックル テレビ朝日系
- みのもんたの朝ズバッ!・みのもんたのサタデーずばッと TBS系
- たかじんのそこまで言って委員会 読売テレビ他
- 太田光の私が総理大臣になったら…秘書田中。 日本テレビ系

## 著作

### 著書
- 『やめへんやろうな--23歳の私が見た松下幸之助』原口一博と維新隊、1993年1月。
- 『平和 : 核開発の時代に問う』ゴマブックス、2007年1月。
- 『地域主権改革宣言 : 民主党が日本を変える!』ぎょうせい、2010年1月。
- 『ICT原口ビジョン : 情報通信技術』ぎょうせい、2010年7月。
- マガジンハウス 編『原口大臣、ツイッターは世の中を変えますか?』マガジンハウス、2010年7月。
- 『平和 2 上 (原子力・放射能の脅威について考える)』ゴマブックス、2012年1月。
- 『作られたパンデミックープランデミック戦争（悪性リンパ腫との闘病より）』青林堂、2024年9月。
- 『日本独立！ アメリカ・ディープステート占領支配から脱するために』ビジネス社、2024年12月。

### 共著
- 『政策不況 脱出の筋道』野田毅,鈴木淑夫:編著、東洋経済新報社、1998年 - 旧新進党の「財政構造改革プロジェクトチーム」の7名が各論を執筆
- 『21世紀日本の繁栄譜』松下政経塾出身国会議員の会、PHP研究所、1999年12月20日[218]
- 『ガンになった原口一博が気付いたこと : 吉野敏明との対話』原口一博,吉野敏明:共著、青林堂、2024年3月
- 『日本再興: 独立自尊の日本を創る』原口一博,石田和靖,及川幸久:共著、三和書籍、2024年10月